# Stora Borgatjärnen
Stora Borgatjärnen är en sjö i Norbergs kommun i Västmanland och ingår i Dalälvens huvudavrinningsområde.